# Schwarz-gelbes Kreuz
Das Schwarz-gelbe Kreuz war eine Kriegsfürsorgeorganisation in Österreich.
Am 31. August 1914, kurz nach Ausbruch des Ersten Weltkrieges, gründete Anka Bienerth, die Ehefrau des damaligen Statthalters Niederösterreichs Richard von Bienerth-Schmerling, eine Hilfsorganisation für die durch den Krieg in Not geratenen Österreichischen Kriegsinvaliden und deren Familien.

## Grundgedanke
Die finanziellen Mittel zur Unterstützung der Bedürftigen sollten durch den Verkauf eines kleinen schwarz-gelben Kreuzes in Form eines Abzeichens entstehen, welche vorrangig in Wien den Bürgern und Bürgerinnen zum Kauf angeboten wurde. Angeregt hatte diese Form der Sammlung die Journalistin und Kriegsberichterstatterin Alice Schalek, die mit dem österreichischen Journalisten Siegfried Löwy den Vertrieb dieser Abzeichen leitete.

## Kritik
Bei näherer Betrachtung wurde jedoch deutlich, dass diese Form der Hilfsbereitschaft weniger den Kriegsinvaliden, deren Witwen und Waisen selbst diente, als vielmehr dem Durchhalten bis zum Ende des Krieges, bei dem Österreich als Sieger hervorgehen sollte, beabsichtigt war. Dies zeigte sich unter anderem daran, dass invalide Offiziere und deren Familien weitaus mehr Unterstützung aus dem Fonds erhielten als einfache Soldaten bzw. deren Familien.

## Weiterer Verlauf
Als die Organisation ein Jahr bestand, veröffentlichte die Gründerin einen Aufruf in der österreichischen Tageszeitung Neue freie Presse und warb darin in einem als Danksagung getarnten Aufruf dafür, weiterhin das Abzeichen zu erwerben und somit die finanzielle Unterstützung der Bedürftigen aufrechtzuerhalten.